# Oosterparkstraat
De Eerste Oosterparkstraat, Tweede Oosterparkstraat en Derde Oosterparkstraat zijn straten in Amsterdam-Oost. Ze liggen alle drie ten zuiden en zuidwesten van het Oosterpark.

## Ligging
De drie straten lopen evenwijdig aan elkaar van zuidwestelijke naar noordoostelijke richting. Ze liggen in het postcodegebied 1092; alleen het eerste deel van de Eerste Oosterparkstraat ligt in 1091.
De Eerste Oosterparkstraat is de kortste van de drie en ligt op de plaats van het vroegere Oetgenspad.
Deze begint aan de Weesperzijde, kruist dan de Wibautstraat en loopt tot aan het Oosterpark. Aan het einde van de straat bevindt zich het Onze Lieve Vrouwe Gasthuis.
De Tweede Oosterparkstraat begint bij de Wibautstraat kruist de Beukenweg, en eindigt bij de Linnaeusstraat. Hij volgt daarbij de gehele lengte van het nabijgelegen Oosterpark.
De Derde Oosterparkstraat begint bij de Vrolikstraat, kruist eveneens de Beukenweg en eindigt ook bij de Linnaeusstraat, tegen het voormalige Burgerziekenhuis.

## Karakter
De Eerste Oosterparkstraat is vanaf de Wibautstraat tot het ziekenhuis een winkelstraat met daarboven woningen.

De Tweede en Derde Oosterparkstraat hebben voornamelijk een woonfunctie. Deze twee straten kruisen een aantal pleinen, het Iepenplein, het Beukenplein, het Eikenplein en het Kastanjeplein.
De Oosterparkbuurt stond geruime tijd bekend als probleembuurt. In de jaren tachtig is een groot aantal verouderde en te kleine woningen in de drie straten gesloopt en vervangen door nieuwbouw. De buurt is nu in opkomst en pakt overlast en andere problemen goed aan.

## In het nieuws
In mei 2008 kwam de Eerste Oosterparkstraat in het nieuws doordat een groep krakers een aantal panden in de straat, nabij de Wibautstraat, bezet hielden en hierbij extreme overlast veroorzaakten. Burgemeester Cohen liet de woningen acuut ontruimen, iets wat zelden voorkomt. Dit ging er hardhandig aan toe. De krakers gooiden daarop uit protest de ramen van de ambtswoning van de burgemeester in, die daarop extra beveiliging voor de deur liet plaatsen. Deze kraakpanden zijn later in 2008 gesloopt.